# Dhimitër Zografi
Dhimitër Zografi (n. 1878, Korçë, vilayetul Janina, Imperiul Otoman – d. 1945, București, România) a fost un patriot albanez care s-a numărat printre semnatarii Declarației de Independență a Albaniei.

## Biografie
Zografi s-a născut în anul 1878 în orașul Korçë din vilaietul Manastir al Imperiului Otoman (astăzi în Albania). Și-a început studiile în orașul natal, apoi a urmat studii superioare de drept la Universitatea din Atena. La sfârșitul secolului al XIX-lea a emigrat împreună cu frații săi în România. S-a implicat acolo în activitățile societăților patriotice albaneze „Drita” și „Dituria”, iar în decembrie 1906 a fost unul din fondatorii societății „Bashkimi-Unirea” (apărută prin fuziunea societăților „Dituria”, „Drita” și „Shpresa”), cu sediul la București. În anul 1906 a plecat în Egipt pentru a lua contact cu societatea patriotică albaneză de acolo. În anii 1911–1912 a sprijinit răscoalele antiotomane ale albanezilor din Kosovo.
Dhimitër Zografi a participat la 5 noiembrie 1912 la întâlnirea organizată de Ismail Qemali și Luigj Gurakuqi⁠(d) cu reprezentanții societăților patriotice albaneze din București. El a subliniat că patrioții albanezi „au încredere deplină în acțiunea națiunii albaneze pe calea arătată de dl. Ismail Qemal Bey și că vor face tot ceea ce pot din tot sufletul și în toate modurile pentru salvarea Patriei”. Zografi a fost ales delegat al coloniei albaneze din București la Adunarea Națională de la Vlorë și, împreună cu ceilalți delegați, l-a însoțit pe Ismail Qemali pe drumul spre Albania. El a semnat acolo Declarația de Independență a Albaniei (28 noiembrie 1912) cu numele „Dimitri Zografi”. A devenit membru al Pleqësia (Consiliul șefilor de clanuri). În decembrie 1912 a călătorit, împreună cu Dhimitër Emanoili, la Brindisi și apoi a sosit la Korçë.  S-a opus vehement divizării Albaniei prin înființarea de către Essad Pașa Toptani a Republicii Albaniei Centrale, cu capitala în orașul Durrës, și a salutat alegerea în martie 1914 a prințului Wilhelm de Wied ca monarh al Albaniei. În timpul Primului Război Mondial a rămas la Korçë și a purtat o corespondență extinsă cu Ismail Qemali, care era refugiat la Paris în acei ani.
În 1917 s-a întors în România. A fost nemulțumit de hotărârile Conferinței de Pace de la Paris cu privire la poporul albanez și a alcătuit o notă de protest în iunie 1919. Dhimitër Zografi a practicat timp de mulți ani avocatura la București, unde a murit în anul 1945.

## Recunoașterea meritelor sale
Cu ocazia aniversării a 100 de ani de independență, președintele Albaniei i-a decorat post-mortem cu Ordinul „Onoarea națiunii” pe toți semnatarii Declarației de Independență, prin decretul nr. 7574 din 26 iunie 2012.